# Gustaf Hielm
Erik Gustaf Harald Hielm, född 26 februari 1973 i Kung Karls församling i Västmanlands län, är en svensk musiker och låtskrivare. Han spelar främst elbas och kontrabas. 
Hielm är verksam bland annat i Mats/Morgan Band och basduon Bas & Bas tillsammans med Bengt Jonasson. Han har tidigare varit medlem i Pain of Salvation, Charta 77, Meshuggah och har som sessionmusiker spelat med bland annat Devin Townsend, Trey Gunn, Napoleon Murphy Brock och Denny Walley från Frank Zappas band, Dark Funeral, Tina Ahlin, Wille Crafoord och Stefan Sundström. Han har även varit verksam som kompositör till dansteater och tv.
Gustaf Hielm spelar främst på instrument från Yamaha, NS Design och brittiska Wal.

## Diskografi (i urval)
Med Pain of Salvation
- Road Salt One (2010)
- Road Salt Two (2011)
- Falling Home (2014)
- In the Passing Light of Day (2017)

Med Meshuggah
- The True Human Design (EP) (1997)
- Chaosphere (1998)
- Rare Trax (samlingsalbum) (2001)

Med Mats/Morgan Band
- The Music or the Money? (återutgåva 2010)
- Schack Tati (2014)

Med Tina Ahlin
- 12 Sånger av Allan Edwall (2008)
- Decennium (2012)

Med Dark Funeral
- Attera Totus Sanctus (2005)

Med Charta 77
- Tecken i Tiden (1995)

Med Non-Human Level
- Non-Human Level (2005)

Med Susanna Risberg Trio
- Susanna Risberg Trio (2013)